# Eosinofili
Eosinofili är ett medicinskt tillstånd med förhöjt antal eosinofiler i blodet.

## Orsaker
Eosinofili kan orsakas av bland annat:
- Parasitsjukdomar
- Allergiska sjukdomar
- Läkemedelsreaktioner
- Addisons sjukdom
- Eosinofil fasciit